# 2645 Daphne Plane
A 2645 Daphne Plane (ideiglenes jelöléssel 1976 QD) a Naprendszer kisbolygóövében található aszteroida. Eleanor F. Helin fedezte fel 1976. augusztus 30-án.